# 코치 (기업)

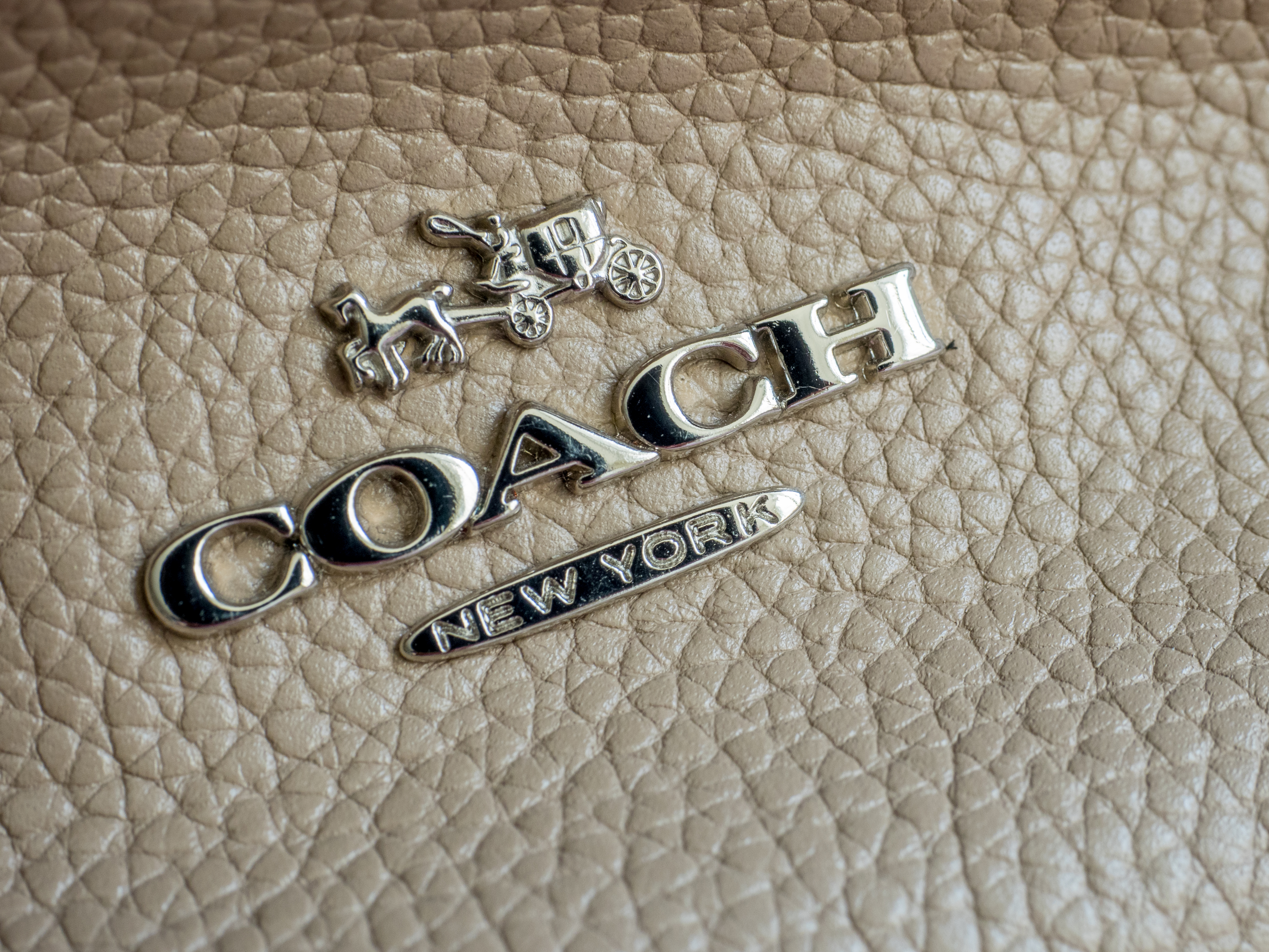
코치 제품에서 볼 수 있는 로고

코치 뉴욕(Coach New York) 또는 코치(Coach)는 미국의 럭셔리 패션 하우스로, 뉴욕에 본사를 두고 핸드백, 여행용 가방, 액세서리, 프레타포르테를 전문으로 한다. 코치는 안경의 경우 룩소티카에, 향수의 경우 파리에 본사를 둔 인터파퓸스에 이름과 브랜딩 라이선스를 부여한다. 스튜어트 비버스는 2013년 6월부터 전무 크리에이티브 디렉터를 맡고 있다.
코치는 이전 이름인 코치 주식회사(Coach, Inc.)로도 알려졌던 태피스트리(Tapestry, Inc.)의 주요 자회사이다.

## 역사

### 1941–1985

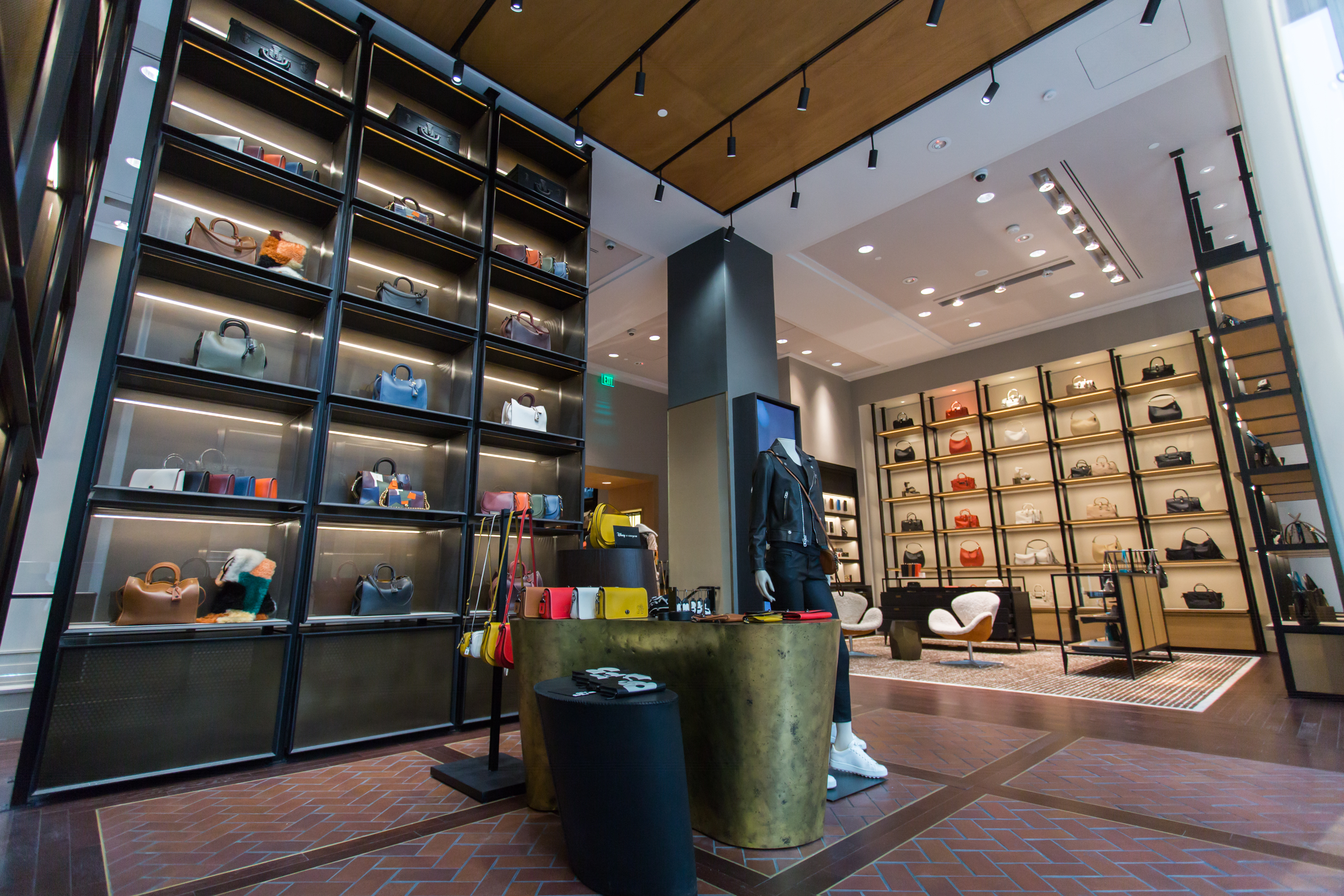
캘리포니아 샌프란시스코의 포스트 스트리트 190번지

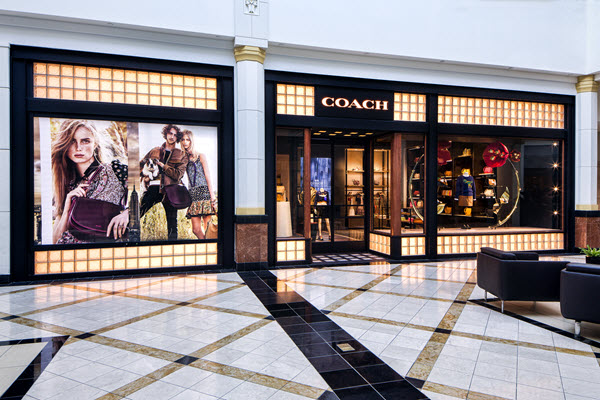
펜실베이니아주 킹오브프러시아의 킹오브프러시아 몰

코치는 1941년 맨해튼의 34번가에 있는 다락방에서 수공으로 지갑과 지폐 케이스를 만들던 6명의 가죽 장인들과 함께 가족 경영 공방으로 설립되었다. 1946년에 마일스 칸(1921–2017)과 그의 아내 릴리언(1923–2013)이 회사에 합류했다.
1950년까지 칸은 회사를 인수했다. 초기에는 칸이 야구 글러브를 만드는 데 사용되는 가죽의 독특한 특성과 품질을 발견했다. 가죽은 사용하면서 더 부드러워지고 유연해졌다. 이 과정을 모방하기 위해 칸은 가죽을 더 강하고 부드럽고 유연하게 만드는 공정을 개발했다. 가죽이 염료를 매우 잘 흡수했기 때문에 이 공정은 더 풍부하고 깊은 색상을 만들어냈다.
칸이 이 새로운 공정을 개발한 직후, 릴리언 칸은 마일스에게 회사가 공장의 남성 액세서리 사업을 보완하기 위해 여성용 가죽 핸드백을 추가할 것을 제안했다. "튼튼한 소가죽 가방은 즉각적인 히트"를 기록했다. 마일스와 릴리언 칸은 1961년에 차입매수를 통해 회사를 인수했다.
1961년, 칸은 스포츠웨어 개척자인 보니 캐신을 고용하여 코치를 위한 핸드백을 디자인하도록 했다. 캐신은 1962년부터 1974년까지 코치의 크리에이티브 책임자로 일하면서 "제품 디자인을 혁신"했다. 캐신은 제품에 옆주머니, 동전 지갑, 그리고 더 밝은 색상(일반적인 갈색과 황갈색 대신)을 포함시켰다. 캐신은 어울리는 신발, 펜, 열쇠고리, 안경을 디자인하고, 옷과 액세서리 모두에 하드웨어, 특히 코치의 특징이 된 은색 토글을 추가했는데, 이는 컨버터블 스포츠카의 상단을 재빨리 잠갔던 기억에서 영감을 받았다고 밝혔다.
1979년, 루이스 프랭크포트가 사업 개발 부사장으로 회사에 합류했다. 당시 코치는 6백만 달러의 매출을 올리고 있었고, 제품은 주로 미국 북동부의 국내 도매 채널을 통해 유통되고 있었다. 당시 영업 담당 부사장이었던 로즈 씨는 1995년에 회사에서 은퇴하기 전에 프랭크포트를 멘토링했다.
1981년에 회사는 미드타운맨해튼의 매디슨가에 첫 직영 소매점을 열었다.

### 1985년: 사라 리에 매각
1985년에 칸 부부는 코치 가죽 제품을 사라 리 코퍼레이션에 3천만 달러에 매각했다. 그들은 "1983년에 시작한 뉴욕 갤러틴빌의 염소 농장과 치즈 생산 사업인 코치 팜(Coach Farm)에 더 많은 시간을 할애하기로" 결정했다. 루 프랭크포트가 칸의 뒤를 이어 사장이 되었다.
사라 리는 코치를 헤인즈 그룹 자회사 브랜드 지점 아래에 편입시켰다. 1986년 초, 회사는 뉴욕과 샌프란시스코의 메이시스 백화점 매장에 새로운 부티크를 열었다. 추가 코치 매장이 건설 중이었고, 유사한 부티크가 그 해 후반에 다른 주요 백화점에도 개장될 예정이었다. 1986년 11월까지 회사는 12개의 매장과 대형 백화점 내 약 50개의 부티크를 운영하고 있었다.
사라 리 코퍼레이션은 먼저 2000년 10월 코치 IPO에서 코치 주식의 19.5%를 매각하여 코치 지분을 처분했고, 2001년 4월에는 교환 제안을 통해 나머지 주식을 사라 리 주주들에게 분배했다.

### 1996년: 리드 크라코프가 디자인을 이끌다
1996년, 루 프랭크포트가 코치의 회장 겸 CEO로 임명되었다. 이듬해, 프랭크포트의 리더십 아래 코치는 리드 크라코프를 고용했는데, 그의 창의적이고 상업적인 본능은 코치 제품을 기능적이고 가볍고 스타일리시하게 만드는 것을 목표로 했다. 크라코프의 디자인은 코치를 1985년의 비교적 작은 회사에서 오늘날 전 세계적으로 알려진 브랜드로 변화시켰다.
2000년 6월 1일, 회사는 이름을 Coach, Inc.로 변경했다.

### 2013년-현재
2013년 2월, 코치는 빅터 루이스를 사장 겸 최고 상업 책임자로 임명하고, 2014년 1월에 최고경영자가 될 것이라고 발표했으며, 루 프랭크포트는 계속해서 회장직을 맡게 되었다. 2013년 코치는 50억 달러의 매출을 올렸고 북미, 일본, 중국, 싱가포르, 대만, 말레이시아, 한국, 유럽을 포함하여 전 세계적으로 약 1,000개의 직영 매장을 운영했다.
2014년, 회사는 리드 크라코프를 대신하여 스튜어트 비버스를 새로운 전무 크리에이티브 디렉터로 발표했다. 2014년 동안 코치는 또한 루 프랭크포트가 2014년 11월 임기 만료와 함께 회장직에서 은퇴할 것이라고 발표했다.
2015년 1월, 코치는 신발 제조업체인 스튜어트 와이츠먼을 현금으로 최대 5억 7천 4백만 달러에 인수하기로 합의했다. 같은 해 코치는 또한 "새로운 고가 라인으로 프레타포르테를 중심으로 하는" 코치 1941을 출시했다. 코치는 2016년에 셀레나 고메즈와의 파트너십 발표로 75주년을 기념했다.
2017년 7월, 코치는 케이트 스페이드를 24억 달러에 인수했다. 마이클 코어스 홀딩스 Ltd.는 이전에 케이트 스페이드 인수에 관심을 표명한 바 있다. 2017년 10월 10일, 빅터 루이스 (CEO)는 10월 31일에 코치 주식회사가 태피스트리(Tapestry Inc.)로 사명을 변경하고 리브랜딩될 것이라고 발표했다. 회사의 NYSE 티커 심볼은 2017년 10월 31일부터 COH에서 TPR로 변경되었다. 2019년부터 코치는 컬렉션에서 모피 사용을 중단했다.
2019년 9월, 코치는 지드 J. 자이틀린 이사회 의장을 태피스트리의 새로운 CEO로 임명하여 전 최고경영자 빅터 루이스를 교체했다. 자이틀린은 2020년 7월 개인적인 비행 의혹이 제기된 후 사임했다.
2019년 코치의 마스코트인 렉시 더 다이노소어(Rexy the Dinosaur)를 형상화한 플로트가 메이시스 추수감사절 퍼레이드에 등장할 것이라고 발표되었고, 이로써 코치는 퍼레이드에 플로트를 등장시키는 첫 번째 럭셔리 패션 브랜드가 되었다.
2019년 11월, 제니퍼 로페즈가 회사의 새로운 글로벌 모델이 되었다. 2019년 현재 코치는 전 세계에 986개의 매장을 보유하고 있다.
2020년, 코치는 다시 한번 리브랜딩했다. 코로나19 범유행 기간 동안 많은 브랜드와 마찬가지로 코치도 디지털 플랫폼에 집중하기 시작했다.
2021년, 이 회사는 80주년을 기념했다.

## 기업 경영

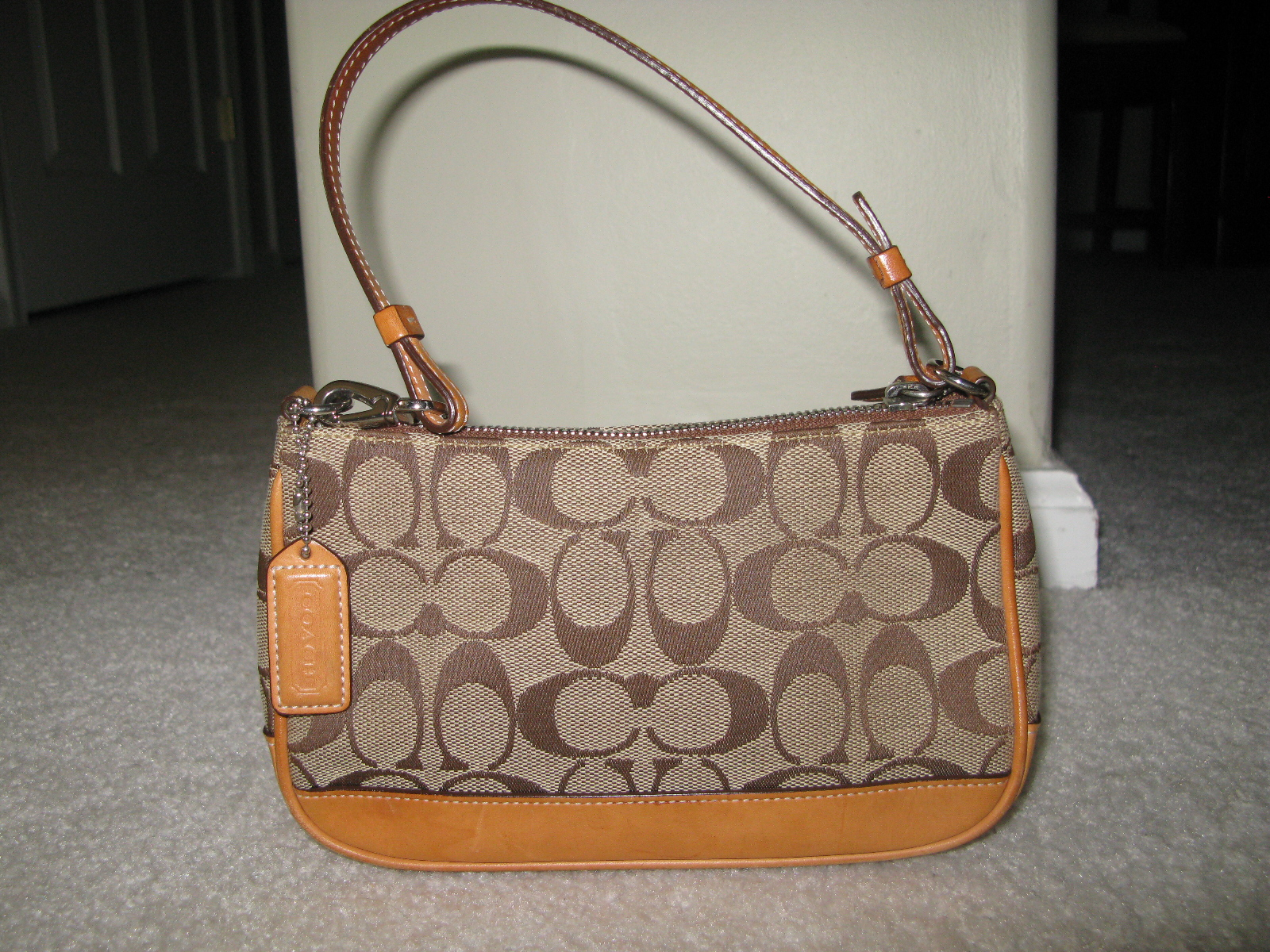
코치 시그니처 모노그램 C가 새겨진 코치 지갑

### 리더십
루이스 프랭크포트는 30년 이상 코치와 함께 일했다. 그는 1995년에 회장 겸 CEO로 임명되었고, 2014년에는 회장 겸 이사회 의장이 되었다. 2000년에는 코치가 NYSE에 상장된 공개 회사로 전환되는 과정을 감독했고, 2011년에는 홍콩 증권 거래소에 상장된 최초의 미국 발행사가 되었다.
빅터 루이스는 2014년 1월 코치 주식회사(Coach, Inc.)의 최고경영자로 임명되었다. 임명 전인 2013년 2월부터 코치 주식회사의 사장 겸 최고 상업 책임자 역할을 맡았으며, 코치 이사회 이사로도 활동했다.
스튜어트 비버스는 2013년 가을에 전무 크리에이티브 디렉터로 코치에 합류했다. 비버스는 2008년부터 크리에이티브 디렉터로 재직했던 로에베(Loewe)에서 코치로 옮겨왔다. 로에베 이전에 그는 2005년부터 2008년까지 멀버리(Mulberry)의 크리에이티브 디렉터로 재직했다. 그는 캘빈 클라인에서 경력을 시작했으며 보테가 베네타, 지방시, 루이비통에서 크리에이티브 역할을 수행했다. 2006년, 비버스는 영국 패션 협회 올해의 액세서리 디자이너상을 수상했다.
지드 J. 자이틀린 이사회 의장은 2019년 9월 태피스트리의 CEO로 임명되었다. 2020년 사임 전까지 자이틀린은 회사의 전략적 의제 실행과 재무 성과를 담당했다.
2020년 7월, 토드 칸이 CEO 겸 브랜드 사장으로 임명되었다.

## 운영

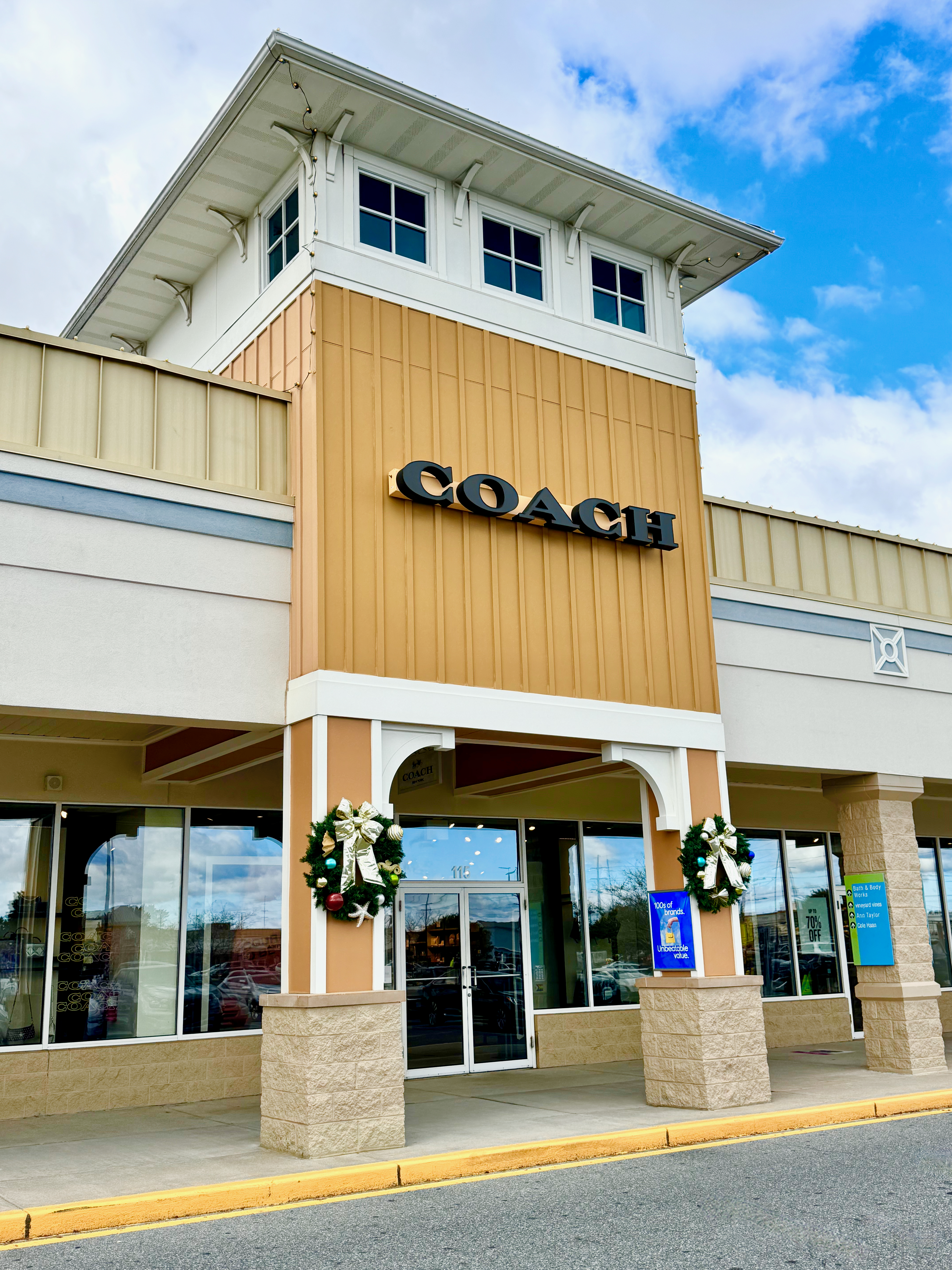
아웃렛 몰에 있는 코치 매장

2013년 현재 북미 지역에는 약 1,000개의 코치 매장이 있었다. 코치는 또한 일부 백화점과 전문 소매점 내에 위치한 코치 부티크를 통해 미국 내에서 강력한 입지를 구축했다.
2016년 75주년을 기념하여 코치는 미드타운맨해튼에 20,000평방피트 규모의 소매 공간인 코치 하우스(Coach House)를 오픈했다.
오늘날 코치의 본사는 34번가의 미드타운 맨해튼에 있는 옛 공장 로프트 자리에 남아 있다. 2016년 8월, 회사는 본사인 10 허드슨 야드의 사무실 콘도 부분을 매각 및 재임대하는 계약을 완료했다. 코치는 거래 비용을 제외하고 7억 7백만 달러를 받았다.
1999년, 코치는 www.coach.com에서 온라인 상점을 시작했다.
2024년 3월 4일, 코치 첫 레스토랑이 인도네시아 자카르타의 그랜드 인도네시아 쇼핑 타운에 문을 열었다.

## 코치 재단
코치 재단은 전 세계 여성과 어린이의 "역량 강화" 및 교육을 지원하는 조직을 후원하기 위해 2008년에 설립되었다.